# Xylopteryx emunctaria
Xylopteryx emunctaria är en fjärilsart som beskrevs av Achille Guenée 1858. Xylopteryx emunctaria ingår i släktet Xylopteryx och familjen mätare. Inga underarter finns listade i Catalogue of Life.